# Deponensverb
Deponensverb (/de'po:nens/, /de'på:nens/) är verb som har en passiv form men som i själva verket har en aktiv funktion.
På svenska är det verb vars infinitivform slutar på -s. Några exempel på är andas, färdas, hoppas, lyckas, tampas, som alla ser ut som passivumformer av  aktiva verb (anda, färda, och så vidare). Dessa verb har en aktiv funktion i satser som "Vi andas luft", "De färdas snabbt", "Jag hoppas det", "Hon lyckas alltid", men det finns inte längre någon motsvarande aktiv form (*Vi andar luft, *Jag hoppar det). Dessa former fanns dock i fornsvenska och fortfarande i norska och danska (Vi ånder luft, Jeg håper det).
De svenska deponensverben är alltså de verb där formen utan -s har fallit ur bruk.
Deponensverb återfinns även i grekiska, latin och sanskrit. Här handlar det om verb som hade aktiv och mediopassiv (motsvarar på svenska passiv och reflexiv) form i urindoeuropeiskan, men där den aktiva formen fallit ur bruk.
Några exempel på latinska deponensverb är loquor, att tala, evagor, att överskrida och iocor, att skämta .
Deponensverb finns även i icke-indoeuropeiska språk som japanska.

## Deponensverb och passiva konstruktioner
- Människor andas syre.

Exempelsatsen är en aktiv konstruktion med ett deponensverb som predikat och den för aktiva satser typiska strukturen: subjekt (Människor), ett predikat (andas) samt ett direkt objekt (syre).
- Han skjutsades av sin mor.

Nästa exempel har en passiv konstruktion, vars typiska struktur lyder: subjekt (Han), ett passivt verb som predikat (skjutsades) samt en agent (av sin mor).